# Zygmunt Kamieński
Zygmunt Kamieński herbu Korwin (ur. ?, zm. 20 czerwca 1937 we Lwowie) – polski dziennikarz, publicysta.

## Życiorys
Po odzyskaniu przez Polskę niepodległości w 1918 współorganizował dziennikarstwo polskie w II Rzeczypospolitej. Pełnił funkcję prezesa Syndykatu Dziennikarzy Białostockich. Był kierownikiem oddziału Polskiej Agencji Telegraficznej w Łucku, prezesem Związku Prasy Wołyńskiej.
Zmarł 20 czerwca 1937 w sanatorium ubezpieczalni społecznej we Lwowie. Został pochowany na Cmentarzu Łyczakowskim we Lwowie 22 czerwca 1937.
Był żonaty, miał dwoje dzieci.